# Cambarus cryptodytes
Cambarus cryptodytes é uma espécie de crustáceo da família Cambaridae.
É endémica dos Estados Unidos da América.